# Mysterious Castles of Clay
Pour plus de détails, voir Fiche technique et Distribution.
Mysterious Castles of Clay est un film américain réalisé par Alan Root, sorti en 1978.

## Synopsis
Le film décrit une termitière en Afrique.

## Fiche technique
- Titre : Mysterious Castles of Clay
- Réalisation : Alan Root
- Scénario :
- Narration : 
  - Orson Welles (États-Unis)
  - Derek Jacobi (Royaume-Uni)
- Musique : Marc Wilkinson
- Photographie : Alan Root et Joan Root
- Montage : Ramon Burrows
- Production : Alan Root et Joan Root
- Pays :  États-Unis
- Genre : Documentaire
- Durée : 56 minutes
- Dates de sortie : 
  -  États-Unis : 18 mars 1978

## Distinctions
Le film a été nommé à l'Oscar du meilleur film documentaire.